# Allattamento

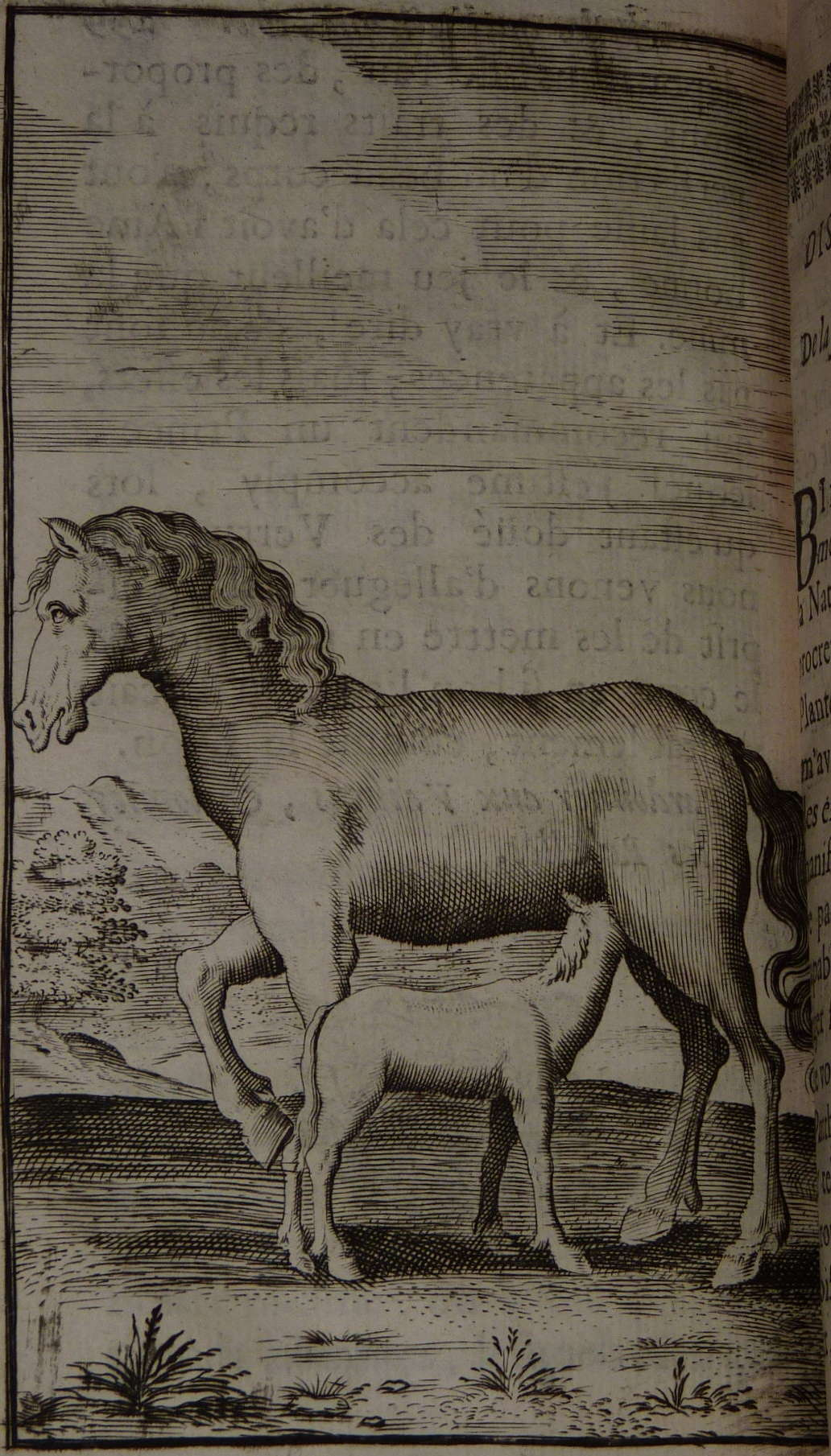
Allattamento animale in un'incisione del 1685.

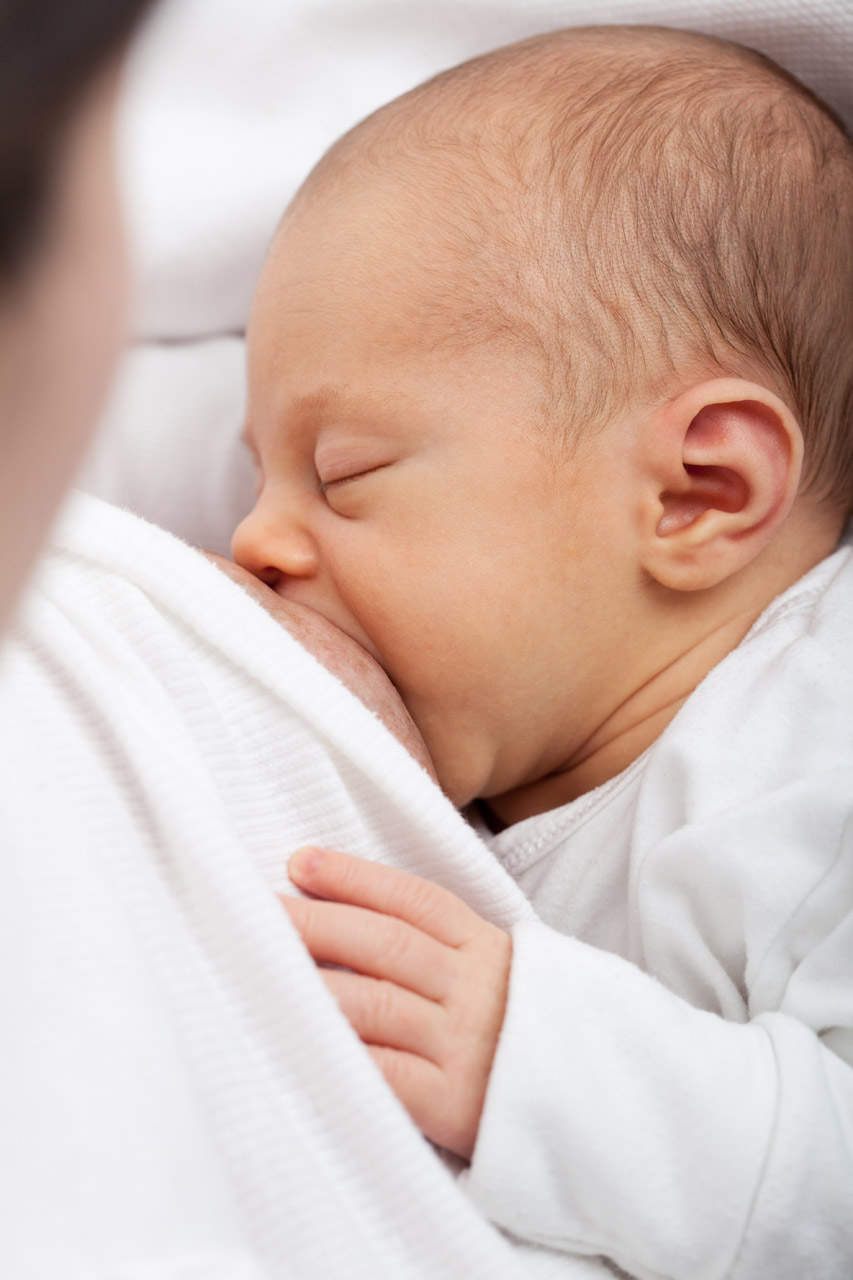
Allattamento al seno nella specie umana.

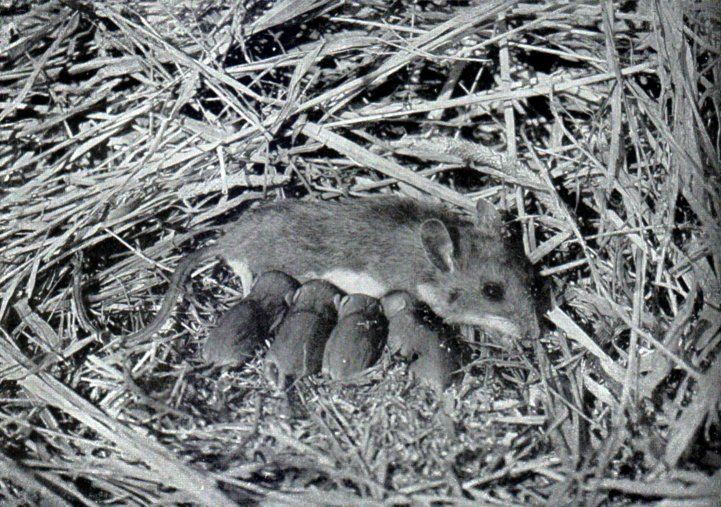
Allattamento materno murino.

L'allattamento è il processo con il quale una femmina di mammifero nutre il proprio piccolo, dalla nascita e durante il suo primo periodo di vita, attraverso la produzione e l'emissione di latte dalle mammelle (lattazione) il quale viene poi direttamente succhiato dal cucciolo tramite attaccamento orale al capezzolo materno (qualora presente nella specie).
L'allattamento, quindi, risulta essere lo strumento fisiologico e più naturale che hanno tutti i mammiferi, essere umano compreso, per nutrire e accudire la propria prole nel periodo iniziale di vita. Inoltre, è una delle caratteristiche fondamentali che contraddistingue la medesima classe dei mammiferi, ereditata (in termini evoluzionistici) fin dal triassico superiore dai rettili cinodonti. Nei casi di allattamento di prole non propria, tipico di alcune specie sociali tra cui l'uomo, si parla di baliaggio.
Per distinguerlo dall'eventuale nutrizione artificiale, l'allattamento naturale viene definito anche allattamento materno o, nel caso dell'uomo, più specificamente allattamento al seno. Recentemente si è incominciato a definirlo semplicemente allattamento, differenziandolo dalla nutrizione con formula.

## Allattamento nei mammiferi e ipotesi evolutive
Caratteristica comune di tutta la classe è, fra le altre, proprio lo sviluppo della particolarità dell'allattamento della prole da parte della madre. Esistono tuttavia, in particolare fra le specie sociali, casi di baliaggio. Per gli animali domesticati, da produzione e reddito, nonché da compagnia, la nutrizione artificiale è una pratica utilizzata.
Darwin riconobbe correttamente che le ghiandole mammarie si sviluppano da ghiandole cutanee e ipotizzò un'evoluzione dai sacchetti di covata dei pesci, dove forniscono il nutrimento per le uova. L'aspetto ultimo della sua ipotesi non è ancora stato confermato, ma di recente lo stesso meccanismo è stato postulato per i primi sinapsidi. Pesci come il Symphysodon aequifasciata sono noti per l'alimentazione (biparentale) della loro prole con la secrezione di muco epidermico. Uno sguardo più attento rivela che similmente alla maggior parte dei mammiferi la secrezione del liquido nutriente può essere controllata dalla prolattina.

Più tardi terapsidi come i cinodonti sembrano aver secreto una lattata complessa e ricca di sostanze nutritive. Questo li ha portati a un vantaggio evolutivo, consentendo una diminuzione delle dimensioni delle uova, e ha avviato alla successiva evoluzione nella cura della prole tipica dei mammiferi.

## Storia della fisiologia mammaria
La storia della fisiologia mammaria può essere sintetizzata in tre fasi che corrispondono alle tre diverse ipotesi che si sono succedute nel tempo sulla origine del latte. 
- I fase: quasi tutti gli antichi ritengono che sia il sangue a fornire direttamente la materia per il latte. In particolare sostengono che il sangue sia lo stesso che nutre il feto e che viene trasportato dall'utero alle mammelle attraverso anastomosi tra i vasi mammari e quelli epigastrici. Secondo la concezione ippocratica il latte è una specie di sangue di cui cambia solo la natura e il colore. L'ipotesi di una provenienza del latte direttamente dal sangue viene sostenuta fino al XVIII secolo da medici celebri. Secondo Seriano[E chi è?] quando la secrezione lattea è scarsa bisogna innanzitutto considerare se il sangue che irrora le mammelle sia deficiente di quantità o pecchi di qualità. Se il sangue non sarà copioso si useranno sostanze che generano buon latte.
- II fase: l'ipotesi che il latte provenga dal chilo viene sviluppata nei secoli XVII e XVIII, senza peraltro sostituire l'ipotesi precedente. In particolare alcuni autori sostengono che il latte si forma dal chilo ed è apportato alla mammella dalle arterie della grande circolazione, mediante la meditazione dei fluidi nervosi; altri pensano che il latte provenga dal dotto toracico e si porti alle mammelle attraverso dei vasi molto sottili e difficili da identificare. In questo gruppo possiamo comprendere anche autori che sostengono delle ipotesi abbastanza originali. Alcuni affermano che il latte si porti dallo stomaco al pancreas alle mammelle sotto forma di vapore attraverso particolari quanto imprecisate vie di diffusione. Raspail nel 1833 ritiene che le ghiandole mammarie siano in qualche modo in connessione con lo stomaco e che estraggono direttamente dal contenitore gastrointestinale alcuni dei sali e dei componenti organici che entrano nella composizione del latte.
- III fase: nella seconda metà del XIX secolo incominciano gli studi microscopici della ghiandola mammaria e dei suoi prodotti di secrezione, oltre che lo studio dell'azione del sistema nervoso sulla regolazione della lattazione. Il primo a dare una credibile spiegazione ai meccanismi di produzione del latte è Nasse nel 1840. Egli afferma che questo liquido è dovuto a una sostanza gassosa risultante dalla degenerazione delle cellule più superficiali dell'epitelio dei dotti, che egli sostiene essere stratificato. Secondo teorie poco più tardive il ciclo funzionale completo della cellula mammaria è il seguente: la cellula, inizialmente appiattita e a contorni irregolari, aumenta di volume e forma una cupola dove si accumulano delle sferule grassose che fanno salienza verso le cavità dell'acino. Successivamente la parte saliente con i suoi inclusi, e spesso con uno dei nuclei della cellula, viene decapitata e cade nell'alveolo. La cellula ridiventa appiattita e il ciclo ricomincia. Nel 1886 Nissen cerca di stabilire il ruolo dei nuclei nella secrezione e conferma che si determina una loro degenerazione che sortisce nella formazione di piccole sfere, chiamate più tardi CORPI di NISSEN, ricchi di detriti nucleari. Nel 1902 Limon divise il ciclo secretorio della cellula mammaria in tre parti:

1. fase della secrezione cellulare;
2. fase dell'escrezione cellulare caratterizzata dalla decapitazione della cellula;
3. fase della ricostruzione della cellula.

### Lo sviluppo morfogenetico e la funzione secretoria
Le più importanti conoscenze sullo sviluppo morfogenetico della ghiandola mammaria e sulla sua funzione secretoria in relazione alle connessioni nervose e ormonali, si sviluppano nella seconda metà del XIX secolo e nei primi anni del XX. Si può affermare che la storia dell'antropologia ha inizio nel 1849, quando Arnold Adolph Berthold, fisiologo di Gottinga, fornisce la prima dimostrazione sperimentale dell'esistenza di una secrezione interna.

## Allattamento al seno nella specie umana

### Produzione del latte nella specie umana
Il latte materno viene prodotto grazie all'azione di numerosi ormoni che circolano nel corpo della donna durante la gravidanza, con intense variazioni in occasione del parto e quindi della nascita del bambino.
Fra i tanti ormoni che influiscono sul processo della lattazione, i due principali sono la prolattina e l'ossitocina: la prima è responsabile della produzione del latte, la seconda invece della sua emissione.
Già dal quinto mese di gravidanza il seno è pronto per la produzione del latte, durante l'ultimo periodo il seno può cominciare a produrre il colostro, una prima forma di latte molto nutriente e concentrata, assolutamente indispensabile per il neonato. Il colostro è un liquido di colore giallo trasparente che potrebbe fuoriuscire dal seno anche prima della nascita del bambino, con alcune gocce o più copiosamente. Questa eventualità non avviene in tutte le donne, e in ogni caso non ha nulla a che fare con la capacità di produrre il latte, che invece è una caratteristica comune a tutte le donne.
Il colostro è particolarmente ricco di anticorpi e cellule immunitarie (come i linfociti) che proteggono il neonato appena arrivato nel mondo esterno, in particolare con l'immunoglobulina di tipo A, e che rafforzano il suo sistema immunitario.
Dopo il parto, puerpera e neonato sono stanchi, è importante quindi che possano instaurare subito il primo contatto extrauterino e che siano liberi di riposarsi insieme. È raccomandato quindi che la madre e il bambino non siano separati, anzi, che venga favorito un immediato approccio al seno della madre per avviare subito l'allattamento, preferibilmente entro un'ora dalla nascita. In base alle linee guida dell'American Academy of Pediatrics il neonato dovrebbe essere attaccato al seno immediatamente dopo il parto e la sua asciugatura, l'assegnazione dell'indice di Apgar e la valutazione fisica iniziale sono procedimenti che dovrebbero avvenire mentre il bambino è a contatto con la madre, che rappresenta per lui la fonte di calore ideale. La pesata, il bagnetto, i test e la profilassi antibiotica oftalmica dovrebbero essere invece posticipati dopo la fine della prima poppata. Il recepimento delle linee guida americane è incominciato anche in Italia, dove alcuni ospedali (come l'Ospedale Maggiore di Verona e di Novara) hanno già adottato questa procedura con l'obiettivo di favorire l'allattamento.
Il primo consiglio da dare a una mamma che allatta è quello di avere fiducia in una buona riuscita dell'allattamento, di fidarsi di sé stessa e del proprio bambino; occorre inoltre evitare, in particolare in questi primi momenti, l'introduzione di elementi di disturbo, come succhiotti o biberon, anche di soluzioni di glucosio o camomilla, che possono costituire un forte disturbo all'avviamento del bambino alla corretta suzione del capezzolo.
Dopo due o tre giorni dal parto, ma a volte anche di più (tempo fisiologico, che va atteso per la formazione della montata lattea, senza introdurre altra forma di nutrizione), il colostro si trasforma gradualmente in latte di transizione, e successivamente, nelle prime due o tre settimane, in latte maturo. Rispetto al colostro il latte diventa più opaco, ed è di colore bianco.
La montata lattea compare dopo tre-cinque giorni in media (ma anche più tardi); le mammelle possono gonfiarsi, e in certi casi le puerpere possono avvertire dolore. Il meccanismo alla base della montata lattea è l'aumento della prolattina. La produzione di latte si regolerà in base alle effettive necessità del neonato, seguendo la tipica legge della domanda e dell'offerta: più il bambino succhia e più il latte viene prodotto.
Il neonato infatti tramite la suzione, dà vita a un riflesso nervoso che assicura una continua e abbondante produzione di prolattina. Al contrario l'eccesso di accumulo nel seno inibirà la produzione di latte.
In particolare si è visto che nella specie umana la composizione del latte può variare da donna a donna e modificarsi in funzione delle esigenze a al sesso del nascituro.
È molto importante, quindi, fin dall'inizio, non interferire in alcun modo con i ritmi di suzione di quel specifico neonato: l'allattamento dovrà essere a richiesta (vedi sotto), e non soggetto a orari (vedi sotto).
È consigliabile trascorrere molte ore con il bambino, per comprendere e rispondere ai suoi bisogni, e accantonare per quanto possibile tutte le altre faccende, come i lavori di casa, gli impegni professionali e altro.
Occorre tenere presente che ogni lattante ha esigenze particolari e che numero e ore dei pasti e durata delle poppate vanno adattati a ogni singolo caso. 
I segnali di fame nel bambino sono molto evidenti, e compaiono prima del pianto (che è un segnale tardivo): in genere il neonato gira la testa, oppure si stiracchia, o apre le labbra tirando fuori la lingua in cerca del capezzolo. Quando la madre riconosce questi segnali è opportuno che allatti il bambino.
Dal momento che non è possibile stabilire quanto latte assuma il bambino, è necessario usare strumenti alternativi per verificare l'adeguata alimentazione.
L'aspetto del lattante, la quantità di urina emessa in un giorno, il comportamento tra un pasto e l'altro, possono indicare se si alimenta a sufficienza. Se il bambino urina tanto da bagnare sei pannolini al giorno, ed evacua 2-3 volte al giorno per le prime tre settimane, e almeno una volta ogni 3-4 giorni in seguito, e dimostra di stare bene, non c'è da preoccuparsi.

### Allattamento senza gravidanza, allattamento indotto, ri-lattazione
La produzione di latte nella donna può essere ottenuta intenzionalmente, in maniera artificiale e in assenza di gravidanza.
Non è necessario che la donna sia mai stata gravida ed essa può trovarsi anche nel suo periodo “post-menopausa”.
Si definisce allattamento indotto la produzione di latte in quantità adeguate per allattare, ottenuta intenzionalmente e artificialmente da parte di donne che non sono mai state gravide. Si definisce invece ri-lattazione la produzione di latte ottenuta da parte di donne che hanno già allattato in precedenza.
L'allattamento senza gravidanza permette a madri adottive, normalmente incominciando con un sistema di nutrizione supplementare, di allattare il bambino adottato. Non vi sono, o sono modeste, le differenze tra la composizione chimica del latte ottenuto come conseguenza di una gravidanza e il latte ottenuto “artificialmente”.
L'allattamento può essere indotto con stimolazione fisica o con farmaci. In principio è possibile indurre la produzione di latte con il solo succhiare, con molta pazienza e perseveranza, i capezzoli. Le mammelle devono essere consistentemente stimolate con la suzione o con un tiralatte, varie volte al giorno, e massaggiate per incoraggiare il flusso del latte.
L'uso temporaneo di farmaci che inducano e/o aumentino la produzione di latte può essere altrettanto utile. Alcuni medici consigliano, ad esempio, il domperidone; tuttavia, occorre prudenza non essendo questo un medicinale specifico per questa funzione. Possono essere utilizzate anche erbe medicinali stimolanti la produzione di latte. Nella tradizione popolare si tramanda l'utilità, come galattagogo, del fieno greco.
In ogni caso, quando la produzione è avviata, il flusso di latte si adegua alla domanda.

### Indicazioni dell'OMS
L'Organizzazione mondiale della sanità (OMS) raccomanda l'allattamento materno esclusivo per almeno i primi sei mesi compiuti di vita del bambino, mantenendo il latte materno come alimento principale fino al primo anno di vita pur introducendo gradualmente cibi complementari. Suggerisce inoltre di proseguire l'allattamento fino ai due anni e oltre, se il bambino si dimostra interessato e la mamma lo desidera.

### Postura
La posizione in cui il neonato è attaccato al seno è fondamentale per una buona suzione. Il neonato deve essere posto nelle condizioni migliori per succhiare col minimo sforzo. La donna deve comprendere che le indicazioni che riceve sono solo suggerimenti: la posizione migliore è quella in cui lei si sente comoda e il bambino succhia efficacemente.
Nella posizione classica la madre deve stare seduta comodamente, su una sedia bassa o con i piedi poggiati su uno sgabello, in modo che le ginocchia rimangano sollevate, affinché le gambe sostengano il bambino a un'altezza sufficiente per afferrare il seno, senza che quest'ultimo subisca trazioni, o in alternativa con qualche cuscino fra le gambe della madre e il bambino. La madre non deve abbassare il busto sopra il bambino, ma viceversa è il bambino che deve essere portato al seno.
È importante che la madre e il bambino siano nella posizione detta ventre contro ventre, cioè che non sia il fianco del bambino orientato verso la madre, ma il torace e il ventre. Il bambino sarà orizzontale, con il naso davanti al capezzolo e le ginocchia all'altezza dell'altra mammella, sostenuto da una o entrambe le braccia della madre. L'orecchio, la spalla e l'anca del neonato saranno allineati.
Un'altra posizione efficace (biological nurturing) è quando la madre è rilassata sul divano o su una poltrona con il bambino appoggiato sulla sua pancia, con i piedi rivolti verso i suoi piedi e la testa verso la sua testa. Il bambino è nella posizione del contatto pelle a pelle dell'immediato post parto, e succhia il seno materno appoggiandovi sopra mento e naso contemporaneamente.
Il neonato è attaccato correttamente quando:
- la sua bocca è ben aperta, prende oltre al capezzolo anche parte dell'areola, il labbro inferiore è incurvato in fuori;
- è più visibile l'areola al di sopra del labbro superiore rispetto al labbro inferiore (i dotti galattofori sono spremuti dal movimento della lingua);
- il mento e il naso del neonato toccano il seno;
- vi sono lente e profonde suzioni dopo qualche minuto di suzioni più rapide (il latte all'inizio esce più velocemente ed è più liquido);
- si può sentire il neonato deglutire e non vi sono schiocchi, segnali di una suzione a vuoto, né si vedono fossette sulle guance;
- la mamma non avverte dolore, anche se nei primi giorni, pur col bambino attaccato correttamente, è normale un leggero fastidio.

La mano della mamma può aiutare a sostenere la mammella, ma non con le dita poste a forbice (rischiano di fare pressione sui dotti galattofori), bensì con la mano a "C", con le dita lunghe e il palmo sotto la mammella e il pollice adagiato sopra.

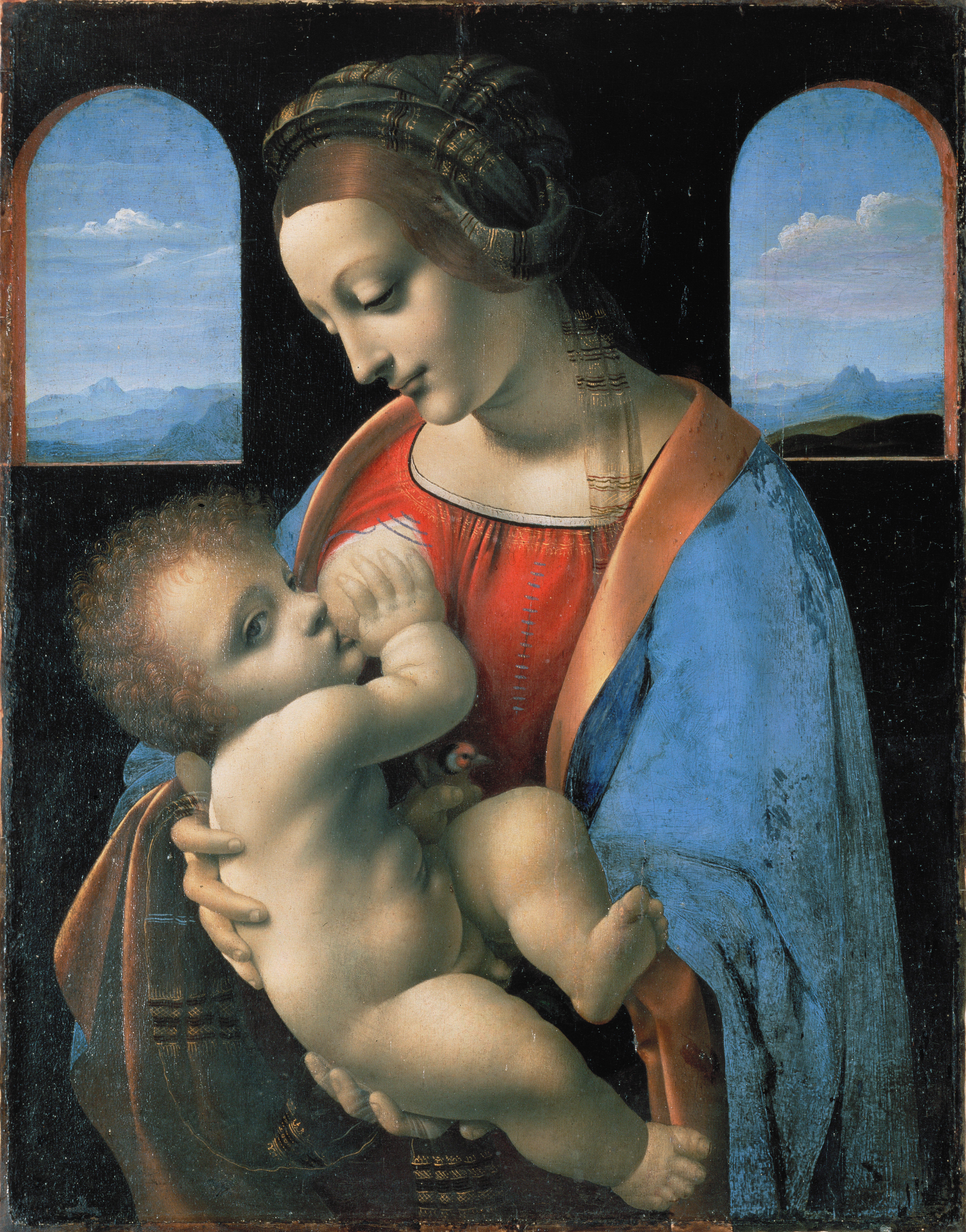
La Madonna Litta (dipinto di scuola leonardesca) è una classica raffigurazione della Madonna mentre allatta il Bambino.

#### Modalità di allattamento in culture diverse da quella italiana
Già nell'antichità, il latte materno assumeva connotazioni differenti: nell'Antica Grecia fu abolito in quanto questo rapporto così intimo e prezioso che si andava a creare tra la madre e il proprio bambino escludeva in qualche modo il padre; invece, nella Roma Imperiale le donne ricche, denominate patrizie, si affidavano alle balie per la nutrizione dei propri figli poiché, credendo che il loro seno sarebbe stato rovinato dall'allattamento, non volevano essere escluse dalla società; tuttavia, molti popoli consideravano il latte emblema della fertilità e dell'abbondanza.
L’allattamento, quindi, non costituisce solamente una pratica biologica ma anche culturale: effettivamente, ogni famiglia segue le proprie abitudini alimentari.
Ad esempio, il Corano (vers. 2:233) stabilisce che ogni neonato ha il pieno diritto di essere allattato e la mamma dovrebbe continuare questa pratica fino ai due anni di età. Durante questa occasione è fondamentale che ci sia riservatezza: infatti, secondo il credo islamico alcune parti del corpo, sia maschile che femminile, devono rimanere coperte. Proprio per questo motivo, molte donne musulmane che partoriscono in ospedale tendono a nutrire il loro bambino con l’ausilio del biberon contenente il latte materno o il latte artificiale. Per favorire l’avvio e il proseguimento dell’allattamento al seno, gli operatori sanitari potrebbero mettere a loro disposizione dei paraventi o dei teli coprenti in grado di farle sentire a proprio agio. Al contrario, nel caso in cui la donna sia impossibilitata ad allattare, la balia si occuperà della nutrizione del bambino. Da questa pratica scaturisce l’idea che il latte sia più forte del sangue: infatti, i neonati allattati dalla stessa balia vengono ritenuti fratelli ed è per questo che non possono unirsi in matrimonio.
La religione islamica presenta delle tradizioni comuni anche ad altre culture, tra cui quella africana. Ad esempio, entrambe ritengono che il colostro, caratterizzato dal colore giallognolo, sia impuro e non vada somministrato al neonato: solitamente, viene sostituito, a seconda delle usanze, con acqua e miele, latte di animale o infusi di erbe. Queste sostante favoriscono una funzione lassativa utile per eliminare il meconio, ossia le prime feci del neonato. Entrambe le culture prediligono l’allattamento al seno su richiesta: quest’ultimo avviene in qualsiasi momento, sia di giorno che di notte. In particolare, le donne africane prediligono l’usanza di cantare e parlare al bambino durante questo attimo così intimo poiché, secondo gli anziani, il cibo non accompagnato da parole è in grado di riempire lo stomaco ma non la testa.
Queste due culture differiscono in qualche modo da quella occidentale in cui, solitamente, il bambino viene allattato fino ai 6 mesi di vita e svezzato precocemente. Inoltre, il colostro non viene considerato nocivo: anzi, risulta ricco di minerali, proteine, vitamina A ed anticorpi in grado di proteggere il bambino. Infine, se la madre non può allattare per motivi personali o perché presenta delle problematiche per cui l’allattamento al seno è controindicato, vi è la possibilità di ricorrere al latte artificiale o alla Banca del Latte Umano Donato (BLUD), ritenuta più idonea.
Talvolta nelle modalità di allattamento influiscono non solo le posizioni fatte assumere al lattante, ma anche la costituzione: nella donna pigmea le mammelle sono talmente pendule da poter essere rovesciate sulle spalle e consentire l'allattamento diretto del figlio che così viene trasportato sulla schiena. Nel Siam la donna allatta il proprio figlio sdraiata; consuetudini peraltro frequente tra le donne giapponesi. Anche nella tradizione eschimese, che tengono costantemente i figli 2-3 anni in un ampio cappuccio posto sul dorso, l'allattamento avveniva senza spostare il lattante dal suo alloggiamento. Per ragioni climatiche, al momento della poppata il bambino raggiunge la mammella materna attraverso i vestiti, passando al di sotto dell'ascella. Nella tradizione di numerosi popoli dell'Asia occidentale le madri nutrono i loro figli direttamente sulla culla, mantenuta sospesa da un gancio sul soffitto; le culle a terra hanno invece un apposito gancio trasversale su cui la madre può appoggiarsi durante l'allattamento.

### Vantaggi per la madre
È stato dimostrato che l'allattamento è particolarmente vantaggioso anche per la madre, durante il periodo in cui una donna allatta il corpo della madre produce ormoni che favoriscono il rilassamento e la serenità, e che aumentano l'istinto materno e il legame affettivo con il bambino. Nelle donne che allattano c'è una drastica riduzione dei casi di depressione post-parto. Inoltre un contatto precocissimo con il bambino (nei primi minuti dopo il parto) stimola la produzione di ossitocina grazie alla quale la contrazione dell'utero risulta più rapida.
L'allattamento permette alla madre di consumare i grassi accumulati durante la gravidanza, propria in vista del periodo di allattamento, e di ritornare quindi facilmente al peso forma.
L'allattamento frequente ed esclusivo favorisce il ritardo del ritorno delle mestruazioni e permette al corpo della madre di aumentare le proprie riserve di ferro, che in genere diminuiscono con le mestruazioni.
È dimostrato infine che allattare riduce il rischio di tumore alle ovaie e alla mammella.

### Vantaggi per il bambino

#### Legame madre - bambino
Il bambino ha vissuto per nove mesi nell'utero materno, una volta nato ha estrema necessità di continuare a mantenere il contatto continuo con la madre, soddisfacendo i propri bisogni in modo immediato. L'allattamento risponde a questa esigenza.
Durante l'allattamento il bambino riconosce la madre attraverso l'odore della cute e del latte, creando un rapporto di intimità che migliora sviluppo psico-affettivo del neonato e che gratifica profondamente anche la madre.
Il legame materno è rafforzato grazie all'allattamento con il rilascio di ormoni che aumentano i naturali sentimenti positivi di accudimento verso il bambino. È dimostrato che fra le madri che allattano si riduce dell'80% l'insorgere della depressione post-parto. Il padre del bambino può sostenere la madre, che si dedica prevalentemente al bambino, in molti modi diversi: si è visto come questo può favorire un buon allattamento, e rafforza anche il rapporto del padre con il bambino.
Sebbene alcuni padri si sentano esclusi dalla possibilità di nutrire il bambino, altri invece ritengono l'allattamento un'ottima esperienza di legame famigliare. È importante che i doveri famigliari e di lavoro siano ridistribuiti in modo da gravare in misura minore sulle spalle della donna, che dovrebbe in questo momento accudire il bambino.
Nel caso la donna debba tornare a lavorare quando il bambino è ancora piccolo, è possibile spremere il latte materno (manualmente, o con gli appositi tiralatte reperibili in commercio) e conservarlo in frigorifero (tre giorni) o nel congelatore (fino a sei mesi) per poi somministrarlo al neonato, possibilmente con un bicchierino o un cucchiaino, o con il biberon. Anche se questo metodo non risponde al bisogno di suzione non nutritiva, è comunque un ottimo metodo per permettere alla donna di allontanarsi dal bambino.

#### Salute
Esistono molti studi che dimostrano che l'allattamento riduce nel bambino le possibilità di contrarre la malattia di Crohn, il diabete mellito di tipo 2, l'atopia, aumenta la sintesi di fattori di crescita (es. IGF-I), le facoltà cognitive, rinforza il sistema immunitario, aumenta l'altezza e diminuisce la massa grassa (effetto dovuto anche all'IGF-I contenuto nel latte materno), infatti i bambini allattati di solito sono più alti e magri di quelli che hanno usato preparati commerciali che invece sono privi di fattori di crescita.

### Disturbi dell'allattamento

#### Controindicazioni all'allattamento
L'allattamento non può essere eseguito in alcuni casi, quando vi è pericolo di trasmissione di virus altamente pericolosi (HIV, tubercolosi), se la donna abusa di alcool o nel caso in cui il nascituro sia sofferente di patologie metaboliche come la galattosemia (in cui gli enzimi che garantiscono l'utilizzazione energetica del galattosio sono poco efficienti e causano l'accumularsi di metaboliti secondari tossici) e la fenilchetonuria. Sono invece rarissimi altri disturbi metabolici che costituiscano controindicazione.
Esistono inoltre alcuni farmaci la cui somministrazione impedisce l'allattamento, eccone alcuni:
- Bromocriptina;
- Ciclofosfamide;
- Fenciclidina;
- Fenindione.

Nessun fondamento ha invece la diffusa credenza che l'allattamento provochi disturbi della vista, come un generico "affaticamento dell'occhio" o un peggioramento della miopia Cosa ben diversa è invece la temporanea diminuzione dell'acutezza visiva che alcune donne sperimentano durante il puerperio, causata da un "imbibimento" dell'occhio, con maggiore ritenzione idrica: si tratta di un effetto temporaneo, legato al puerperio, che sparisce dopo poche settimane.

#### Complicanze all'allattamento
Il corretto svolgimento dell'allattamento materno può sottostare ad alcuni disturbi, che possono interferirvi ma che se, correttamente affrontati, difficilmente possono condurre all'interruzione dello stesso.
Tali disturbi, dovuti nella maggior parte dei casi all'erronea posizione in cui avviene la suzione del bambino, sono:
- ragadi del capezzolo, ovvero ferite o irritazioni che possono creare fastidio o dolore, fino al sanguinamento;
- ingorgo mammario, ovvero una ostruzione temporanea di uno o più dotti galattofori, che impedisce al latte di fluire normalmente e provoca una crescente sensazione di tensione della mammella, fino a renderla particolarmente dura e dolorante;
- mastite, ovvero una infiammazione della mammella che consegue a una infezione batterica, la cui risoluzione spesso comporta l'utilizzo di antibiotici, e che raramente può evolversi in ascesso mammario.

#### Allattamento in pubblico

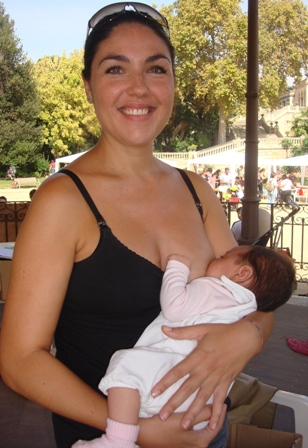
Manifestazione a favore della legalizzazione dell'allattamento in pubblico

L'allattamento in pubblico è proibito in alcune giurisdizioni, e permesso in altre. Anche quando è legale alcune persone possono obiettare all'eventualità che una donna allatti in pubblico, o la donna può sentirsi in imbarazzo. Le abitudini variano molto da paese a paese: generalmente nei paesi scandinavi è molto comune vedere donne che allattano in pubblico, mentre nei paesi mediterranei periodicamente si verificano incidenti in cui direzioni di enti pubblici o privati, o semplicemente persone presenti, chiedono alla donna che allatta di nascondersi o allontanarsi. Talvolta gli enti coinvolti hanno presentato le loro scuse.
Alcuni attivisti hanno organizzato manifestazioni in diverse parti del mondo per sensibilizzare l'opinione pubblica all'allattamento in pubblico, in quanto considerano che la possibilità per la donna di uscire e muoversi fuori casa sia un fattore determinante per la riuscita dell'allattamento.

### Lactofilia
La lactofilia (chiamata anche feticismo del latte) o lattofilia è una parafilia che consiste nell'eccitarsi sessualmente o nel provare piacere sessuale osservando una donna che allatta, allattando una persona adulta, venendo allattati al seno (lattazione erotica) o succhiando i capezzoli delle mammelle di una donna quando questa si trova nel periodo di lattazione, al fine di berne il latte. Le pratiche erotiche associate a questa parafilia rientrano nella sfera delle cosiddette pratiche feticiste.

## Storia
"Quel piccolo mostro prese il mio seno e vi si attaccò: e tosto fiat lux. All'improvviso mi sono sentita veramente madre… questo piccolo essere non conosceva assolutamente altro che questo mio seno, non vi era nel mondo che questo piccolo punto illuminato, lo amava con tutte le sue forze, non pensava che a questa fonte di vita, lo raggiungeva per dormirgli sopra, si svegliava per ritornarvi. Le sue labbra avevano un amore inesprimibile, e, quando vi si accollavano, manifestavano allo stesso tempo piacere e dolore: un piacere che andava fino al dolore e un dolore che finiva nel piacere. Non saprei esprimere quella sensazione che il seno irradia in me fin dalle più intime origini, poiché esso sembrava il centro da cui si dipartivano mille raggi che raggiungevano il cuore e l'anima. Far figli è nulla, ma nutrirli significa essere madre ogni momento. Le carezze degli amanti non valgono quelle di due piccoli mani rosse che si sporgono docilmente come per aggrapparsi alla vita". Così si esprimeva Honoré de Balzac in Une fille d'Ève.
Da un punto di vista culturale, l'allattamento, nel mondo occidentale, nella seconda metà del XX secolo, è divenuto soprattutto prerogativa della classi urbanizzate e di livello economico-culturale medio-alto.
Nel passato le discussioni sull'utilità dell'allattamento materno furono molto numerose, coinvolgendo non solo medici ma anche filosofi e legislatori. Viene spesso messo in risalto come il latte materno possa trasmettere al figlio il carattere della madre: "il latte è sangue che imbiancò e per il latte vengono al bambino trasmesse somiglianze del corpo dell'anima” (Favorino). 
Nella originaria tradizione dei popoli si ritrova che il significato primordiale della funzione materna non si limita alla procreazione, ma continua con l'allattamento una funzione di protezione e di iniziazione ai misteri della vita. Osservando la funzione dell'allattamento presso molte popolazioni primitive, si evidenzia un fatto incontestabile: tutta la struttura psicofisica della donna celebra costantemente il ruolo materno in ogni istante della vita quotidiana. L'atto stesso di allattare non è ripartito a intervalli fissi nella giornata, ma il bambino è sempre attaccato al seno vivendo quasi in simbiosi con la madre perché esso è ancora parte di lei, poiché entrambi si nutrono del medesimo pasto. L'allattare, quindi, sul livello fisico è un atto nutrizionale, ma in un contesto più ampio è la rappresentazione del plasmare la vita, con ciò che è misteriosamente scaturito dalla trasformazione del sangue materno, il prodotto del concepimento. È, infatti, la madre stessa che nutre di sé il figlio con un alimento anch'esso frutto della misterica trasformazione del proprio sangue. Ecco perché il latte è considerato in tutte le culture l'alimento primordiale, l'archetipo alimentare, che trova nel calice del seno il luogo più idoneo per la trasformazione alchemica del sangue materno. 
Sigmund Freud scriveva che "quando si è visto un bambino sazio abbandonare e cadere nelle braccia della madre e addormentarsi felice con un sorriso sulle labbra rosse, non si può dire che questa immagine non rappresenti il modello e l'espressione della soddisfazione sessuale che conoscerà più tardi."
Gros asseriva che il piacere, il dolore o l'indifferenza nel corso dell'allattamento non sono del tutto innocenti. Per allattare con piacere bisogna amare il proprio corpo in sintonia con il mondo, le proprie mammelle gonfie piene di latte, e il bimbo che succhia la vita.

### Il ruolo storico delle nutrici nell'allattamento
Nel corso dei secoli l'aumento progressivo delle nutrici fece insorgere una questione al riguardo. Sorano afferma che le madri non dovevano cominciare l'allattamento prima di tre settimane dal parto: un inizio precoce era considerato dannoso, sia per la delicata condizione della madre dopo il parto, sia per l'incapacità del bambino di gestire il colostro. Erano, quindi, consigliabili le nutrici e, in attesa di incominciare l'allattamento, le mammelle dovevano essere spremute manualmente in maniera da conservare lo stimolo della lattazione. Le nutrici avevano un ruolo di primo piano sin dall'epoca della città ideale di Platone e nell'antica Roma uno spazio del mercato era riservato alle donne che trafficavano il loro latte. 
I requisiti ideali di una buona nutrice erano, secondo alcuni testi: 
25 anni di età collo grosso e forte, petto largo, carni sode, bel colorito somiglianza di fattezze alla madre naturale, perfetta salute perché le nutrici malate fanno morire i bambini prima del tempo. Talora donne nobili preferivano ricorrere alla nutrice per evitare che l'allattamento danneggiasse la bellezza del loro seno. 
La diffusione incontrastata delle nutrici spinse, però, i medici nel XV secolo verso una nuova questione sulla positività dell'allattamento naturale operato o meno dalla madre. Rousseau allora, nella Francia del XVIII secolo impose una nuova concezione. Nell'Emilio, infatti, difende strenuamente l'allattamento materno appellandosi soprattutto alle relazioni emotive tra madre e figlio, ma anche perché animato da una certa diffidenza verso i metodi delle balie. Grazie a Rousseau quasi improvvisamente il nursing divenne moda e le madri cominciarono a nutrire i bambini al seno anche negli strati sociali più elevati. Solo in caso di malattie veniva ammessa, su consiglio del medico, la presenza della nutrice.

### "La carità romana" nella storia dell'allattamento
Nell'antico Egitto la dea Iside è rappresentata, alcune volte, mentre allatta il figlio Horus divenuto ormai adulto. Allo stesso modo Ercole, nutrito da Giunone, viene rappresentato come un uomo maturo e barbuto. La nutrizione degli adulti con latte di donna veniva effettuato in passato in quasi tutte le civiltà, ma naturalmente la sua pratica era sempre legata a particolari situazioni individuali. Sebbene nella letteratura latina si trovino solo scarsi accenni, e solo indiretti, alla nutrizione al seno da parte degli adulti, questa singolare forma di alimentazione è chiamata Carità Romana.
Nel 1622 A. du Pinet afferma che: "il latte di donna succhiato dalle mammelle è buono per i tisici", ma poco dopo Lazar Rivière riferisce su un caso di tubercolosi mortale in una giovane donna che dava il suo petto a un abate tisico. 
In generale l'allattamento degli adulti deve essere considerata più una curiosità che un fatto scientifico. L'allattamento degli adulti sembra sia stato praticato anche in Cina. Secondo la leggenda, durante la dinastia Tang, la nobile signora Tang viveva con la propria suocera, che molto anziana, aveva perso tutti i denti ed era incapace di mangiare anche un singolo chicco di riso; la nobildonna accudiva affettuosamente alla sua persona, la lavava tutti i giorni e l'allattava al seno, così che la sua salute migliorò e la sua vita fu prolungata di molti anni.

### La cultura dell’allattamento nella Sardegna tradizionale
I bambini, bevevano latte crudo e non sterilizzato, spesso conservato in recipienti di pelle o di sughero; mangiavano zuppe di pane d’orzo, frutta immature, legumi, fave e fagioli mal cotti”. Spesso gli alimenti sostitutivi che si somministravano ai bambini erano poveri di sostanze nutrienti e indigesti, gli oggetti di consumo infinitamente più rozzi e poveri. Dal pasto che consumava il resto della famiglia, si riciclava qualsiasi cosa, in quest’ottica è evidente quanto l’allattamento al seno materno fornisse il migliore inizio alla vita di tutti i bambini, e come in una società di poveri, in cui l’economia e la medicina erano meno sviluppate delle attuali, costituisse un'indispensabile fonte di sopravvivenza. Non ci sono dubbi sull'utilità dell’allattamento naturale in quel periodo storico; è certo che, in una società povera, caratterizzata dalla mancanza di regole di igiene e dei servizi sanitari, poter nutrire il neonato con il latte di donna, costituisse un dono di Dio. Le donne che sono state intervistate, durante l’inchiesta, dalla ricercatrice Veronica Matta, ricordano terrorizzate l’alta mortalità infantile che caratterizzò la loro epoca, ma ben lontana da loro era l’idea che i nuovi mezzi e sistemi alimentari potessero sostituire con successo il latte materno. Sapevano quanto fosse stato onorato, dalle loro madri e prima ancora dalle loro nonne, il seno materno, il solo capace di sottrarre i neonati alle stragi spaventose delle malattie intestinali. E si stupiscono di quelle donne che oggi non accettano più con l’antico orgoglio questo dovere, né sono turbate nel trascurarlo.

### Allattamento (nutrizione) artificiale
Nei primi sei mesi di vita di un bambino, la sua alimentazione ideale è costituita del latte materno, ma la madre può scegliere la nutrizione artificiale per ragioni personali o se l'allattamento è impossibile.
Verso la fine dei primi tre mesi di vita, il 60-70% di bambini viene nutrito con latte non materno.
Nel caso di nutrizione artificiale, questa ha inizio dopo 6-8 ore dalla nascita.
L'utilizzo di formula artificiale è ormai alquanto familiare, mentre l'alimentazione con latte vaccino è ormai quasi abbandonato. Nel caso si utilizzi quest'ultimo, il latte va diluito con acqua, ottenendo un alimento più digeribile. La diluizione varia con l'età del bambino: in pari quantità al primo mese, due parti latte e una di acqua nel secondo-terzo mese, tre parti latte e una di acqua nel quarto mese. Con lo svezzamento, l'acqua può essere ulteriormente diminuita, fino a essere eliminata verso i 10-12 mesi.
Da recenti studi clinici, nati dalla collaborazione tra l'oculista e l'ortottista, sembra che l'allattamento sia da preferire a quello artificiale anche per un migliore sviluppo dei riflessi posturali, poiché mentre nell'allattamento occhi e testa del bambino cambiano "naturalmente" posizione nel momento in cui la madre lo passa da una mammella all'altra, nel caso di nutrizione artificiale non viene così spontaneo cambiare postura al bambino. L'oculista consiglia pertanto alle mamme che nutrono artificialmente di cambiare comunque postura al piccolo a metà poppata, anche dal biberon, simulando l'allattamento e prevenendo così la fissazione di problemi ortottici ben difficili da correggere successivamente, quando l'ortottista li scopre a 4 anni, alla scuola materna.
Si parla di allattamento misto nel caso di allattamento sia al seno sia artificiale. Può essere praticato alternando seno e biberon sia durante una poppata sia nelle poppate giornaliere, ma solitamente presenta molti rischi di confusione nella suzione del bambino, portandolo spesso a preferire il biberon con conseguente abbandono del seno.